# Warsztat (serial telewizyjny)
Warsztat (ang. American Body Shop, 2007) – amerykański serial komediowy.
Światowa premiera serialu miała miejsce 8 lipca 2007 roku na antenie Comedy Central. Po raz ostatni serial pojawił się 17 września 2007 roku. Serial został zakończony po pierwszym sezonie. W Polsce premiera serialu odbyła się 14 marca 2009 roku.

## Opis fabuły
Akcja serialu rozgrywa się w warsztacie samochodowym na przedmieściach Phoenix w Arizonie. Opowiada o perypetiach Sama Greene'a, dwukrotnie rozwiedzionego właściciela zakładu oraz jego pracowników.

## Obsada
- Jill Bartlett jako Denise
- Frank Clem jako wujek Lenny
- John DiResta(inne języki) jako Johnny
- Peter A. Hulne jako Sam Greene
- Frank Merino jako Luis
- Tim Nichols jako Tim
- Nick Offerman jako Rob

## Spis odcinków
| Światowa premiera | N/o | Angielski tytuł         |
| ----------------- | --- | ----------------------- |
|                   |     |                         |
| SERIA PIERWSZA    |     |                         |
|                   |     |                         |
| 08.07.2007        | 01  | Flamers                 |
|                   |     |                         |
| 15.07.2007        | 02  | The Bishop and the Pawn |
|                   |     |                         |
| 22.07.2007        | 03  | Fluids                  |
|                   |     |                         |
| 29.07.2007        | 04  | Superquads              |
|                   |     |                         |
| 05.08.2007        | 05  | Million Dollar Year     |
|                   |     |                         |
| 19.08.2007        | 06  | Juicy Lou's             |
|                   |     |                         |
| 27.08.2007        | 07  | Stretchy Face           |
|                   |     |                         |
| 03.09.2007        | 08  | The Gift                |
|                   |     |                         |
| 10.09.2007        | 09  | Sam's Back              |
|                   |     |                         |
| 17.09.2007        | 10  | Shop for Sale           |
|                   |     |                         |